# HD205938
HD205938 — хімічно пекулярна зоря спектрального класу B9, що має видиму зоряну величину в смузі V приблизно  6,4.
Вона  розташована на відстані близько 617,7 світлових років від Сонця.

## Фізичні характеристики
Телескоп Гіппаркос зареєстрував фотометричну змінність  даної зорі з періодом    8,34 доби в межах від  Hmin= 6,47 до  Hmax= 6,41.

## Пекулярний хімічний склад
Зоряна атмосфера HD205938 має підвищений вміст 
Si
.